# 横山だいすけ
横山 だいすけ（よこやま だいすけ、1983年（昭和58年）5月29日 - ）は、日本の歌手、俳優。本名:横山 大介（読み同じ）。NHK『おかあさんといっしょ』の11代目うたのおにいさん。千葉県千葉市幕張出身。身長171cm、血液型O型。

## 来歴
- 千葉県立幕張総合高等学校卒業後2002年に国立音楽大学音楽学部声楽学科に入学し、2006年に卒業。大学卒業後は劇団四季に入団し、舞台『ライオンキング』にてレイヨウ役などを演じる。
- 2008年3月31日より、NHK教育テレビの番組『おかあさんといっしょ』の第11代目「うたのおにいさん」に就任[注 2]。共演のうたのおねえさんは就任時から2016年4月2日までの8年間は第20代目の三谷たくみ、2016年4月4日から2017年4月1日までの1年間は第21代目の小野あつこ。共演のたいそうのおにいさんは第11代目の小林よしひさ、身体表現のおねえさんは最初の4年間（2012年3月31日まで）は第4代目のいとうまゆ、その後の5年間（2012年4月2日から2017年4月1日まで）は第5代目の上原りさ。出演6年目の2013年以降は、「かぞえてんぐ」のコーナーも担当した。
- 2017年4月1日の島根県益田市でのファミリーコンサートの放送をもって、うたのおにいさんを卒業。在任期間は9年間で、歴代うたのおにいさんの中で最長となった。うたのおにいさんが単独で交代するのは、1985年に林アキラが坂田おさむに交代して以来、32年ぶり。
- うたのおにいさん卒業から1週間後の2017年4月8日に、自身のオフィシャルサイトを公開し、翌9日には直筆メッセージで改めて番組卒業と新たなスタートを切った事を報告した。また、同月29日にはアメーバブログでオフィシャルブログを開始。開始前にページのみが開設された時点から読者登録が増え続けた結果、開始からおよそ10日ほどで読者登録が10万人を超え、改めてうたのおにいさん時代からの人気が裏付けられる結果となった[1]。読者登録者はなおも増加し、2017年11月現在では17万人以上の読者が存在。アメーバブログの芸能人・有名人ランキング俳優部門でも開設直後の2017年5月から2018年3月までと2018年5月に月間1位を獲得している。
- うたのおにいさん卒業後は、ミュージカル『魔女の宅急便』に主人公キキの父親であるオキノ役で出演し、劇団四季時代以来10年ぶりのミュージカル出演を果たしたのを皮切りに俳優としての活動を開始。更に、うたのおにいさん時代の経験を活かした子供向けイベントツアー『だいすけお兄さんの世界(名)迷作劇場』を立ち上げ、全国各地を回って子供達と触れ合う一方、タレントとしてバラエティ番組へのゲスト出演、俳優としてテレビドラマや映画への出演、歌手としては『さよならだよ、ミスター』で自身初の映画主題歌に起用されるなど多方面で活躍している。
- 2018年4月、いとうあさこと共にすイエんサーMCに就任。
- 2019年8月13日放送の『おかあさんといっしょ 60周年スペシャル』に、かしわ哲・林アキラ・今井ゆうぞうと共にゲスト出演。
- 2019年11月6日、一般人女性と結婚したことをブログで発表した[2]。
- 2020年5月11日、YouTubeにて『横山だいすけチャンネル』を開設。
- 2020年9月11日、第1子女児の誕生を報告[3][4]。
- 2021年12月からは『おかあさんといっしょ』の歴代うたのおにいさんであるかしわ哲（5代目うたのおにいさん）・坂田おさむ（7代目うたのおにいさん）・速水けんたろう（8代目うたのおにいさん）と共にユニット『歌のお兄さんズ』を結成し、定期的にファミリーコンサートを行っている。
- 2023年2月23日、TikTokにて横山だいすけ公式アカウントを開設。（2023年10月4日閉鎖）
- 同年3月27日、5年間MCを務めた『すいエんサー』が終了。
- 2024年1月4日、自身が初単独でMCを務める番組『かぞえるひとたち coumters』が放送[5]。
- 2025年7月1日、第54回日本童謡賞•特別賞受賞[6]

### 人物・エピソード
- 3人兄弟の長男で、妹と弟がいる。
- 高校生の頃から「うたのおにいさん」を志し、自室の壁には「うたのおにいさんになるには、どうしたらいいか」について書かれた記事を貼り、日夜努力を重ねていた。大学卒業後に劇団四季に入団したのも、当時うたのおにいさんだった今井ゆうぞうが以前所属していたことによるもので、横山は「劇団四季に入れば、うたのおにいさんのオーディションを受けられるかもしれない」と思い込んでいたと語っている。
- 横山はうたのおにいさんのオーディションを受けるために、定期的にNHKにオーディション開催予定の有無を問い合わせていた。しかし、実際にオーディションが行われた2007年は自身が舞台で多忙だったことなどから問い合わせをしていなかったため、自身の後輩から「既に一次オーディションが終わったらしい」という噂を聞いた横山はショックを受けて諦めかけたが、母親からの助言もあって翌日にダメ元でNHKに電話をしたところ、奇しくも1次オーディションの追加募集が決まったタイミングだった事を教えられて、ようやく応募することが出来た[7]。その後オーディションを受けた結果無事に「うたのおにいさん」に内定し、努力の過程を知る家族から大いに喜ばれた[8]。

### かぞえてんぐ
2013年4月3日に初登場。長い付け鼻と専用の衣裳を着用して演じる。『ポコポッテイト』のミーニャ（声・加藤英美里）や『ガラピコぷ〜』のチョロミー（声・吉田仁美）と共に、水曜日に放送されていた同名の日替わりコーナーを担当していた。
「てんにちは」の挨拶で登場し、ミーニャが持ってきた物の個数を数える。数え終えると鼻の先から、数えたものにちなんだ小さいアイテムが飛び出す。「ナ〜ッハッハ!」と笑う。
数えることが大好きで、それ以外の事柄には全く興味がない。そのためミーニャの名前も覚えられず、長らく「猫ちゃん」と呼んでいた。しかし、「ポコポッテイト」の放送終了に伴いミーニャの最後の出演となった2016年3月30日放送分で初めて彼女の名前を呼び、「いつも一緒に数えてくれてありがとう」と感謝して花束を贈った。
『おかあさんといっしょ』のファミリーコンサートには2015年の「じゃがいも星人にあいたいな」で初登場。なお、このコンサートではミーニャを「いつもの猫ちゃん」、ミーニャに容姿が酷似したゲストキャラクターのペペローナを「宇宙の猫ちゃん」と呼んでいた。
2016年4月6日放送分からは、衣裳が変更になったほか、相方がチョロミーに交代した。チョロミーのことは出会った当初は「お嬢ちゃん」と呼んでいたが、ある程度親しくなってからは「チョロちゃん」と呼ぶようになった。チョロミーからは「（鼻の）おじさん」呼ばわりされていたが、末期の2017年3月8日放送分で初めて「てんぐさん」と呼ばれた。ファミリーコンサートでガラピコと対面したときは「ピコちゃん」と呼んでいた。
2016年の夏特集では、かぞえてんぐの家を覗くという特集が放送された。衣裳は主に数字の書かれた甚平を着用（一部通常の衣裳も着用）。
脚本はふじきみつ彦、プロップデザインは浅利真友子、音楽は山口優が担当した。持ち歌は「かぞえてんぐがやってきた」（作詞：ふじきみつ彦 / 作曲・編曲：山口優）
横山の卒業が発表された出演者交代会見の席で 、番組プロデューサーより「かぞえてんぐが旅に出ることがわかったため」2017年3月分をもってコーナーが終了となる事が発表された。
コーナー最終回は、2017年3月15日に放送された。世界中の色々なものを数えるために、旅に出ると決意する。2017年3月28日に、自身のテーマ曲である「かぞえてんぐがやってきた」のMVが、1日限定でフルコーラス放送された。
2017年4月1日放送の島根県益田市でのファミリーコンサートをもって番組を卒業。これが、最後の出演となった。
2017年5月には、同年7月に『NHKおかあさんといっしょ かぞえてんぐといっしょにかぞえよう! 〜旅（たび）にはかぞえるものがあふれてんぐ〜』と題したDVDが発売されることが発表された。最終回での「旅に出る」発言の通り、あらゆる場所に旅に出かけた模様を中心に、同年3月28日の最終出演の様子、DVDのために新たに収録した新曲『かぞえてんぐのかぞえたび』が収められた。特典映像ではコーナー4年間の放送から傑作選として厳選された8回分なども収録された。歴代の相方である、ミーニャとチョロミーも登場。『おかあさんといっしょ』の日替わりコーナーがメインでDVD化されたのは、2003年から放送された『イチジョウマン』から2005年に発売された『NHKおかあさんといっしょ イチジョウマンとあそぼ 〜親子で挑戦!一畳忍法〜』以来12年ぶりであり、コーナー終了後に発売されたのは史上初である。
同年夏開催、9月放送の『おかあさんといっしょスペシャルステージようこそ、真夏のパーティーへ』では、横山のゲスト出演に合わせる形で放送終了以来4ヶ月ぶりに登場。相方であるチョロミーをはじめ、ガラピコぷ〜のキャラクター達と久々の共演となった他、先述のDVDで披露された『かぞえてんぐのかぞえたび』がイベント・テレビ放送で初披露された。更に2018年と2019年のスペシャルステージ『ワンワンといっしょ!夢のキャラクター大集合』シリーズにも出演し、レギュラー放送終了後も1番組のキャラクターという枠を超えた活躍を見せている。
2019年8月17日に放送された『おかあさんといっしょ 60年スペシャル』にも登場。同日、「かぞえてんぐがやってきた」のMVが再放送された。
また、2021年12月26日に放送された同局の幼児番組『いないいないばあっ!』の『25周年スペシャル「ずーっといっしょ」』において小林よしひさ（『おかあさんといっしょ』で横山と9年間共演）と共に番組を超えてゲスト出演を果たし、ワンワンやゆきちゃんとの共演が実現した。

## ディスコグラフィー

### シングル
- 「ドンスカパンパンおうえんだん」2009年3月18日
- 「ゆきだるまのルー」2015年1月7日
- 「さよならだよ、ミスター」2017年8月23日
- 「笑顔をあつめて」2018年5月23日
- 「ハレルヤルーヤ/愛したいひと」2019年6月26日

### アルバム（おかあさんといっしょ 時代）
- 「おかあさんといっしょ　最新ベスト まんまるスマイル」2008年10月15日
- 「おかあさんといっしょ　スペシャル50セレクション」2009年7月15日
- 「おかあさんといっしょ　最新ベスト ぼくらのうた」2009年10月21日
- 「おかあさんといっしょ　最新ベスト コロンパッ」2010年10月20日
- 「おかあさんといっしょ　最新ベスト それがともだち」2011年10月19日
- 「おかあさんといっしょ　最新ベスト パンパパ・パン」2012年10月17日
- 「おかあさんといっしょ　どうよう ～どうぶつ・てあそび～」2013年3月6日
- 「おかあさんといっしょ　どうよう ～はる・なつ・あき・ふゆ～」2013年3月6日
- 「おかあさんといっしょ　最新ベスト いえ イェイ!!」2013年10月16日
- 「おかあさんといっしょ　最新ベスト みんなのリズム」2014年10月15日
- 「おかあさんといっしょ　最新ベスト おひさまーち」2015年10月21日
- 「おかあさんといっしょ　メモリアルアルバム～キミといっしょに～」2016年6月1日
- 「おかあさんといっしょ　とっておきのこどものうた」2016年6月1日
- 「おかあさんといっしょ　最新ベスト あおうよ!」2016年10月19日
- 「おかあさんといっしょ　メモリアルアルバムPlus やくそくハーイ!」2017年6月7日
- 「おかあさんといっしょ　スペシャル60セレクション」2019年10月16日
- 「おかあさんといっしょ　メモリアルアルバム いっしょにうたえばわくわくひろがる」2022年06月29日

### アルバム（おかあさんといっしょ 卒業後）
- 「歌袋」2019年7月24日
- 「だいすけのどうよう」2023年10月18日
- 「笑顔にドッキューン!」2024年4月17日[12]

### 映像作品
- 「おかあさんといっしょ ファミリーコンサート ともだち はじめて はじめまして!」2008年8月6日
- 「おかあさんといっしょ ファミリーコンサート おまつりコンサートをすりかえろ!」2009年2月4日
- 「おかあさんといっしょ 最新ソングブック あっちこっちマーチ」2009年4月15日
- 「おかあさんといっしょ ファミリーコンサート モノランモノランこんにちは!」2009年8月5日
- 「ETV50 キャラクター大集合 とどけ!みんなの元気パワー〜輝け！こども番組元気だ！大賞〜」2009年11月27日
- 「おかあさんといっしょ ファミリーコンサート 星空のメリーゴーラウンド〜50周年記念コンサート〜」2010年2月3日
- 「おかあさんといっしょ 最新ソングブック ありがとうの花」2010年4月21日
- 「おかあさんといっしょ スペシャルステージ 青空ワンダーランド」2010年6月2日
- 「おかあさんといっしょ ファミリーコンサート モノランモノランとくもの木」2010年8月4日
- 「おかあさんといっしょ ファミリーコンサート 森の音楽レストラン」2011年2月2日
- 「おかあさんといっしょ 最新ソングブック ドコノコノキノコ」2011年4月20日
- 「おかあさんといっしょ スペシャルステージ おいでよ!夢の遊園地」2011年5月18日
- 「おかあさんといっしょ ファミリーコンサート ぽていじまへようこそ!!」2011年8月3日
- 「おかあさんといっしょ ウィンタースペシャル みんなでパーティー!」2011年11月2日
- 「おかあさんといっしょ ファミリーコンサート どうする?どうなる!ごちそうまつり」2012年02月02日
- 「おかあさんといっしょ 最新ソングブック ねこ ときどきらいおん」2012年04月18日
- 「おかあさんといっしょ ファミリーコンサート ぽていじま わくわくマラソン!」2012年8月2日
- 「おかあさんといっしょ スペシャルステージ みんないっしょに!ファンファンスマイル」2012年11月21日
- 「おかあさんといっしょ ファミリーコンサート うたとダンスのくるくるしょうてんがい」2013年2月6日
- 「おかあさんといっしょ 最新ソングブック おめでとうを100回」2013年4月17日
- 「おかあさんといっしょ プレミアム・ライブ ふしぎなテント」2013年6月19日
- 「おかあさんといっしょ ファミリーコンサート ふしぎ!ふしぎ!おもちゃのおいしゃさん」2013年8月7日
- 「おかあさんといっしょ スペシャルステージ 〜みんないっしょに!空までとどけ!みんなの想い!〜」2013年11月29日
- 「おかあさんといっしょ ファミリーコンサート いたずらたまごの大冒険!」2014年1月29日
- 「おかあさんといっしょ 最新ソングブック 地球ぴょんぴょん」2014年4月16日
- 「おかあさんといっしょ ファミリーコンサート もじもじやしきからの挑戦状」2014年8月6日
- 「おかあさんといっしょ ブンバ・ボーン!〜たいそうとあそびうたで元気もりもり!〜」2014年8月20日
- 「おかあさんといっしょ スペシャルステージ みんないっしょに！げんきいっぱい!ゴー!ゴー!ゴー!」2014年11月28日
- 「おかあさんといっしょ ファミリーコンサート しゃぼんだまじょとないないランド」2015年1月30日
- 「おかあさんといっしょ 最新ソングブック　カオカオカ〜オ」2015年4月15日
- 「おかあさんといっしょ ファミリーコンサート じゃがいも星人にあいたいな」2015年8月5日
- 「おかあさんといっしょ スペシャルステージ 〜みんないっしょに! 歌って遊んで 夢の大ぼうけん!〜」2015年11月25日
- 「おかあさんといっしょ ファミリーコンサート わくわく！ゆめのおしごとらんど」2016年2月3日
- 「おかあさんといっしょ 最新ソングブック メダルあげます」2016年4月20日
- 「おかあさんといっしょ メモリアルベスト～しあわせをありがとう～」2016年06月01日
- 「おかあさんといっしょ ファミリーコンサート しりとりじまでだいぼうけん」2016年8月3日
- 「おかあさんといっしょ スペシャルステージ 星で会いましょう!〜出会えばみんなおともだち〜」2016年12月7日
- 「おかあさんといっしょ ファミリーコンサート みんなでおどろう♪お城のパーティー」2017年2月1日
- 「おかあさんといっしょ 最新ソングブック　わらうおばけ」2017年4月19日
- 「おかあさんといっしょ メモリアルPlus～あしたもきっとだいせいこう～」2017年6月7日[13]
- 「おかあさんといっしょ かぞえてんぐといっしょにかぞえよう! 〜旅にはかぞえるものがあふれてんぐ〜」2017年7月19日
- 「おかあさんといっしょ ファミリーコンサート 音楽博士のうららかコンサート」2017年8月2日
- 「トムとジェリー 夢のチョコレート工場」2017年11月17日[注 5]
- 「おかあさんといっしょ スペシャルステージ　2017 〜ようこそ、真夏のパーティーへ〜」2017年12月6日
- 「だい!だい!だいすけおにいさん!! Vol.1」2018年2月21日
- 「だい!だい!だいすけおにいさん!! Vol.2」2018年3月14日
- 「だい!だい!だいすけおにいさん!! Vol.2」2018年4月4日
- 「だい!だい!だいすけおにいさん!! シーズン2　Vol.1」2018年6月20日
- 「だい!だい!だいすけおにいさん!! シーズン2　Vol.2」2018年7月11日
- 「だい!だい!だいすけおにいさん!! シーズン2　Vol.3」2018年8月1日
- 「ワンワンといっしょ!夢のキャラクター大集合 〜いざ勝負！紅白かくし芸対決〜」2018年6月20日
- 「リメンバー・ミー」2018年7月18日[注 5]
- 「映画 おかあさんといっしょ はじめての大冒険」2019年3月6日[注 5]
- 「ワンワンといっしょ!夢のキャラクター大集合 〜みんなで ゆめのももたろう〜」2019年5月29日
- 「おかあさんといっしょ ブンバ・ボーン!パント!スペシャル〜あそびとうたがいっぱい〜」2019年6月19日
- 「刑事ゼロ DVD－BOX」2019年7月2日
- 「おかあさんといっしょ ファミリーコンサート ふしぎな汽車でいこう〜60年記念コンサート〜」2020年2月5日
- 「天才てれびくん the STAGE 〜てれび戦士REBORN〜」2020年3月31日
- 「映画 おかあさんといっしょ すりかえかめんをつかまえろ!」2020年6月17日
- 「ミニドラマ ざんねんないきもの事典」2021年4月7日
- 「映画 おかあさんといっしょ ヘンテコ世界からの脱出!」2022年3月2日
- 「おかあさんといっしょ メモリアルベスト またあおうね!」2022年06月29日
- 「いないいないばあっ! ワンワン25」2022年7月20日
- 「ミュージカル チェーザレ 破壊の創造者」2023年9月27日

## 出演

### 舞台
- ジョン万次郎の夢（2006年） - 男性アンサンブル
- 魔法をすてたマジョリン（2006年 - 2007年） - 男性アンサンブル
- ライオンキング（2007年）  - 男性アンサンブル
- ミュージカル「魔女の宅急便」（2017年6月 - 9月、2018年6月 - 7月、2021年3月 - 4月） - オキノ 役
  - ミュージカル「魔女の宅急便」（2024年3月8日 - 17日、日本青年館ホール / 3月21日 - 25日、新歌舞伎座）[14]
- だいすけお兄さんの世界迷作劇場 2017～2018　ミュージカル ピーターパン （2017年7月25日 - 2018年5月6日） - ピーターパン 役
- だいすけお兄さんの世界迷作劇場 2018～2019　ミュージカル 桃太郎 （2018年7月21日 - 2019年5月6日） - ももタロウ 役
- だいすけお兄さんの世界迷作劇場 2019～2020　ミュージカル 西遊記 （2019年7月20日 - 2020年2月8日） - そんゴクウ 役
- だいすけお兄さんとまことお兄さんの世界迷作劇場 2023～2024　ミュージカル アラビアンナイト （2023年5月20日 - 2024年2月25日） - シンドバッド 役[15]
- おばけのアッチ リーディングミュージカル （2019年、2020年、2022年）
- 天才てれびくん the STAGE ～てれび戦士 REBORN～（2020年1月 - 2月） - 伝説のてれび戦士 横山だいすけ 役
- Disney on CLASSIC Premium『美女と野獣』イン・コンサート（2020年2月22日 - 23日） - ルミエール 役
- チェーザレ 破壊の創造者（2020年）新型コロナウイルスの影響により全公演中止→ 作中で披露予定だった楽曲の一部と主演中川晃教のオリジナル楽曲のコンサート「中川晃教コンサート2020 feat.ミュージカル『チェーザレ 破壊の創造者』」ゲスト出演（2020年7月11日、12日） - ハインリッヒ7世 役
- マーダーミステリーシアター「演技の代償」（2021年2月21日、ライブ配信）- 豊島万里 役[16]
- 「オープニングナイト」～桜咲高校ミュージカル部～ - 主演 山之内鉄平（テッペイ先生） 役
  - （2021年7月2日 - 7月5日・7月8日 - 7月11日、日本青年館ホール）[17]
  - （2021年10月29日 - 11月7日、新国立劇場 中劇場）[18]
- 朗読劇『ラストダンスは私に』〜岩谷時子生誕105年記念〜 （2021年8月31日・9月2日）
- ミュージカル『犬との約束』（2022年4月15日 - 24日、よみうり大手町ホール / 4月29日 - 5月4日、松下IMPホール） - ジョージ 役[19]
- BE MORE CHILL（2022年7月25日 - 8月10日、新国立劇場 中劇場 / 8月20日 - 21日、キャナルシティ劇場 / 8月27日 - 29日、COOL JAPAN PARK OSAKA） - スクイップ 役[20]
- ミュージカル『チェーザレ 破壊の創造者』（2023年1月7日 - 2月5日、明治座）  - ハインリッヒ7世 役[21]
- ミュージカル DADDY（2023年3月31日 - 4月9日、サンシャイン劇場 / 4月13日 - 4月16日、森ノ宮ピロティホール / 4月19日、本多の森ホール / 4月22日、新潟県民会館 大ホール / 4月29日、電力ホール / 5月2日 - 5月3日、ももちパレス - ダディ 役 [22]
- 朗読劇『私の頭の中の消しゴム 15th Letter』（2024年4月11日、よみうり大手町ホール） - 浩介役
- マーダーミステリーシアター『殺意の代償』（2025年3月14日、品川プリンスホテル クラブeX）- 槙原俊彦 役[23]
- 舞台『ビットワールド THE STAGE』（2025年7月4日 - 13日、サンシャイン劇場） - ヨコヤマン 役[24]

### テレビ番組

#### 現在
- ビットワールド（2017年7月7日 - 、NHK Eテレ） - 横山さん(2018年度 - 2021年度)、メロディンゴ(2022年度 - 2023年度)(声)、キラル(2024年度 - 現在)(声)、他コーナーキャラクター 役

#### 過去
- おかあさんといっしょ（2008年3月31日 - 2017年4月1日、NHK Eテレ） - 11代目うたのおにいさん
- すイエんサー（2018年4月3日 - 2023年3月27日、NHK Eテレ） - MC[25][26][27]
- news every.（2018年4月6日 - 2023年12月1日、日本テレビ） - マンスリーキャスター（金曜）[28][29]
- ぶらり途中下車の旅 「東横線の旅」（2019年6月1日、日本テレビ） -
- かぞえるひとたち coumters（2024年1月4日、NHK Eテレ）[5]
- ドデスカ!（2022年1月6日 - 2024年9月26日、メ～テレ） - 木曜レギュラーコメンテーター[30]

### テレビドラマ
- 警視庁いきもの係（2017年7月9日 - 9月10日、フジテレビ） - 四十万拓郎 役[31]
- 刑事ゼロ（2019年1月10日 - 3月14日、テレビ朝日） - 内海念也 役[32]
- ミニドラマ ざんねんないきもの事典 第2話「ワニ」（2020年10月14日、テレビ東京系列） - 鰐田 役

### テレビアニメ
- デジモンアドベンチャー:（2021年1月10日 - 、フジテレビ） - コモンドモン 役[33]

### 映画
- トムとジェリー 夢のチョコレート工場（2017年） - ウィリー・ウォンカ 役（声の出演）[34]
- リメンバー・ミー（2018年） - ミゲルの父 役（声の出演）[35]
- 映画 おかあさんといっしょ はじめての大冒険（2018年） - ゴムリ[注 6] 役（声の出演）[36]
- 映画 おかあさんといっしょ すりかえかめんをつかまえろ!（2020年） - 本人 役
- 映画 おかあさんといっしょ ヘンテコ世界からの脱出!（2021年） - ヘンテコさん 役

### ラジオ
- 横山だいすけ はじめのいっぽ（2017年10月8日 - 2020年3月29日、TBSラジオ）

### CM
- ピックルスコーポレーション ご飯がススムキムチ（2017年8月 - ）[37]
- トヨタ自動車 Daisuke is Back. 子育てママのQ&D（2017年10月 - ）[38]
- 日本マクドナルド マック謎とき探検隊～おいしさのヒミツ～（2017年11月 - ）[39]
- 玉川衛材 フィッティ（2018年11月 - ）[40]
- しまうまプリント
  - 「しまうま年賀状2019」（2018年11月 - ）[41]
  - 「しまうま年賀状2020」（2019年10月 - ）[42]
- セイバン ENJOY!ランドセル体操（2019年4月 - ）[43]
- 住宅情報館 「見つけよう探そうマイホーム」篇（2019年4月 - ）[44]
- 内閣府「幼児教育・保育の無償化」（2019年8月 - ） [45]
- ライオン
  - 「GO!GO!スキマバスターズ」（2020年5月 - ）
  - 「青のキレイキレイ シリーズ」「キレイキレイアイコン」篇（2021年4月 - ）[46]
- KOSÉ CERAMIAID（web CM）（2024年10月15日 - ）[47]

### 広告
- ファイザー ワクチン追加接種 啓発キャンペーン（2017年10月 - ）[48]

### ウェブ
- だい!だい!だいすけおにいさん!!シーズン1（2017年12月8日 - Hulu）[49]
- だい!だい!だいすけおにいさん!!シーズン2（2018年4月6日 - Hulu）
- にじいろだいすけっち♪（2019年8月24日 - Hulu）
- ザ・マスクド・シンガー（2022年8月4日 - 8月11日 Amazon Prime Video）ラビット

## コンサート
おかあさんといっしょ 時代 
| 公演年 | タイトル                                                                          | 出演者（一部を除く） |
| ------ | --------------------------------------------------------------------------------- | --- |
| 2008年 | ともだち はじめて はじめまして!                                                   | 横山だいすけ、三谷たくみ、小林よしひさ、いとうまゆ スプー、アネム、ズズ、ジャコビ、ガタラット 今井ゆうぞう、はいだしょうこ |
| 2008年 | おまつりコンサートをすりかえろ!                                                   | 横山だいすけ、三谷たくみ、小林よしひさ、いとうまゆ スプー、アネム、ズズ、ジャコビ、ガタラット ひなたおさむ、かまだみき、恵畑ゆう |
| 2009年 | モノランモノランこんにちは!                                                       | 横山だいすけ、三谷たくみ、小林よしひさ、いとうまゆ ライゴー、スイリン、プゥート |
| 2009年 | ETV50 キャラクター大集合 とどけ!みんなの元気パワー 〜輝け!こども番組元気だ!大賞〜 | 横山だいすけ、三谷たくみ、小林よしひさ、いとうまゆ ライゴー、スイリン、プゥート ワンワン、ことちゃん、エリック、ジェニー、ケボ、モッチ ワクワクさん、ゴロリ コニちゃん（東京公演のみ）、おおたか静流（大阪公演のみ） ゆい、つばさ、りか、りょうたろう ストレッチマン、あやめちゃん、まいん、どーもくん （VTR出演）こんどん、みのぽー、てれび戦士、ジュモクさん （VTR出演）アキラ、アリア、スコア、フラット、シャープ （VTR出演）おじゃる丸、スイちゃん、コッシー、サボさん |
| 2009年 | 星空のメリーゴーラウンド 〜50周年記念コンサート〜                                 | 横山だいすけ、三谷たくみ、小林よしひさ、いとうまゆ ライゴー、スイリン、プゥート ひなたおさむ、かまだみき、恵畑ゆう スプー、アネム、ズズ、ジャコビ 眞理ヨシコ、田中星児 坂田おさむ、神崎ゆう子、速水けんたろう、茂森あゆみ 杉田あきひろ、今井ゆうぞう、はいだしょうこ 天野勝弘、佐藤弘道 じゃじゃまる、ぴっころ、ぽろり |
| 2010年 | 青空ワンダーランド                                                                | 横山だいすけ、三谷たくみ、小林よしひさ、いとうまゆ ライゴー、スイリン、プゥート ひなたおさむ、かまだみき、恵畑ゆう スプー、アネム、ズズ、ジャコビ |
| 2010年 | モノランモノランとくもの木                                                        | 横山だいすけ、三谷たくみ、小林よしひさ、いとうまゆ ライゴー、スイリン、プゥート |
| 2010年 | 森の音楽レストラン                                                                | 横山だいすけ、三谷たくみ、小林よしひさ、いとうまゆ ライゴー、スイリン、プゥート 速水けんたろう、かまだみき |
| 2011年 | おいでよ!夢の遊園地                                                               | 横山だいすけ、三谷たくみ、小林よしひさ、いとうまゆ ライゴー、スイリン、プゥート ワンワン （VTR出演）ゆうくん ひなたおさむ、かまだみき スプー、アネム、ズズ、ジャコビ |
| 2011年 | ぽていじまへようこそ!                                                             | 横山だいすけ、三谷たくみ、小林よしひさ、いとうまゆ ムテ吉、ミーニャ、メーコブ ララパ、ゾウガメのちょうろうさま アオアシカツオドリのゆうびんやさん |
| 2011年 | どうする!どうなる?ごちそうまつり                                                  | 横山だいすけ、三谷たくみ、小林よしひさ、いとうまゆ ムテ吉、ミーニャ、メーコブ |
| 2012年 | ぽていじま・わくわくマラソン!                                                     | 横山だいすけ、三谷たくみ、小林よしひさ、上原りさ ムテ吉、ミーニャ、メーコブ ララパ、ゾウガメのちょうろうさま アオアシカツオドリのゆうびんやさん マーモット3きょうだい |
| 2012年 | みんないっしょに!ファン ファン スマイル                                           | 横山だいすけ、三谷たくみ、小林よしひさ、上原りさ ムテ吉、ミーニャ、メーコブ ワンワン、パックン、リン、コロン 坂田おさむ、いとうまゆ、じゃじゃまる、ぴっころ、ぽろり |
| 2012年 | うたとダンスのくるくるしょうてんがい                                              | 横山だいすけ、三谷たくみ、小林よしひさ、上原りさ ムテ吉、ミーニャ、メーコブ |
| 2013年 | ふしぎ!ふしぎ!おもちゃのおいしゃさん                                              | 横山だいすけ、三谷たくみ、小林よしひさ、上原りさ ムテ吉、ミーニャ、メーコブ たいらいさお |
| 2013年 | みんないっしょに! 空までとどけ!みんなの想い!                                      | 横山だいすけ、三谷たくみ、小林よしひさ、上原りさ ムテ吉、ミーニャ、メーコブ ワンワン、ことちゃん、ゆうくん、コロ、バウ シュッシュ、ポッポ、なお （VTR出演）ララパ、うーたん、せいや、パンタン駅長 |
| 2013年 | いたずらたまごの大冒険!                                                           | 横山だいすけ、三谷たくみ、小林よしひさ、上原りさ ムテ吉、ミーニャ、メーコブ |
| 2014年 | もじもじやしきからの挑戦状                                                        | 横山だいすけ、三谷たくみ、小林よしひさ、上原りさ ムテ吉、ミーニャ、メーコブ |
| 2014年 | みんないっしょに! げんきいっぱい!ゴー!ゴー!ゴー!                                  | 横山だいすけ、三谷たくみ、小林よしひさ、上原りさ ムテ吉、ミーニャ、メーコブ ワンワン、シュッシュ、ポッポ、なお、せいや （VTR出演）パンタン駅長 |
| 2014年 | しゃぼんだまじょとないないランド                                                  | 横山だいすけ、三谷たくみ、小林よしひさ、上原りさ ムテ吉、ミーニャ、メーコブ |
| 2015年 | じゃがいも星人にあいたいな                                                        | 横山だいすけ、三谷たくみ、小林よしひさ、上原りさ ムテ吉、ミーニャ、メーコブ |
| 2015年 | みんないっしょに! 歌って遊んで 夢の大ぼうけん!                                    | 横山だいすけ、三谷たくみ、小林よしひさ、上原りさ ムテ吉、ミーニャ、メーコブ ワンワン、シュッシュ、ポッポ、なお、せいや |
| 2015年 | わくわく!ゆめのおしごとらんど                                                     | 横山だいすけ、三谷たくみ、小林よしひさ、上原りさ ムテ吉、ミーニャ、メーコブ |
| 2016年 | しりとりじまでだいぼうけん                                                        | 横山だいすけ、小野あつこ、小林よしひさ、上原りさ チョロミー、ムームー、ガラピコ 三谷たくみ |
| 2016年 | 星で会いましょう! 〜出会えばみんなおともだち〜                                    | 横山だいすけ、小野あつこ、小林よしひさ、上原りさ チョロミー、ムームー、ガラピコ シュッシュ、ポッポ、なお、せいや ムテ吉、ミーニャ、メーコブ |
| 2016年 | みんなでおどろう♪お城のパーティー                                                 | 横山だいすけ、小野あつこ、小林よしひさ、上原りさ チョロミー、ムームー、ガラピコ |
| 2017年 | 音楽博士のうららかコンサート                                                      | 花田ゆういちろう、小野あつこ、小林よしひさ、上原りさ チョロミー、ムームー、ガラピコ 横山だいすけ |
| 2017年 | ようこそ、真夏のパーティーへ                                                      | 花田ゆういちろう、小野あつこ、小林よしひさ、上原りさ チョロミー、ムームー、ガラピコ シュッシュ、ポッポ、なお （VTR出演）せいや 横山だいすけ |
| 2018年 | ワンワンといっしょ!夢のキャラクター大集合 〜いざ勝負!紅白かくし芸対決〜           | ワンワン、ジャンジャン シュッシュ、ポッポ、なお、せいや コッシー、サボさん、オフロスキー けっさくくん、かぞえてんぐ |
| 2019年 | ワンワンといっしょ!夢のキャラクター大集合 〜みんなで ゆめのももたろう〜           | ワンワン、ジャンジャン、ジャンコ シュッシュ、ポッポ、ゆめ、たいせい オフロスキー、かぞえてんぐ、ミーニャ アズキ、マロン、茶太郎 （VTR出演）コッシー、サボさん |
| 2019年 | ふしぎな汽車でいこう〜60周年記念コンサート〜                                      | 花田ゆういちろう、小野あつこ、福尾誠、秋元杏月 チョロミー、ムームー、ガラピコ 眞理ヨシコ、坂田おさむ、神崎ゆう子 速水けんたろう、茂森あゆみ 横山だいすけ、小林よしひさ、上原りさ じゃじゃまる、ぴっころ、ぽろり スプー、ムテ吉、ミーニャ、メーコブ |

 おかあさんといっしょ 卒業後 
| 公演年 | 月日            | タイトル・会場 | 出演者（一部を除く） |
| ------ | --------------- | --- | --- |
| 2017年 | 12月            | だいすけお兄さんのクリスマスコンサート 2017 芦屋ルナ・ホール（兵庫） / 北とぴあ（東京）                                                   | 横山だいすけ、のだこころ |
| 2018年 | 4月             | 横山だいすけ Family Live 2018 大阪城ホール（大阪）                                                                                        | 横山だいすけ、瀧本美織、鈴木福、たこやきレインボー、のだこころ |
| 2019年 | 8月             | Family Live 2019@舞浜アンフィシアター 横山だいすけ×小林よしひさ 舞浜アンフィシアター（千葉）                                              | 横山だいすけ、小林よしひさ、瀧本美織、 鈴木福、私立恵比寿中学、のだこころ                                                                                             |
| 2020年 | 11月            | Family Dream Live 2020 とどけみんなのおうち From 舞浜アンフィシアター 舞浜アンフィシアター（千葉）配信あり                                | 横山だいすけ、小林よしひさ、上原りさ、中川翔子、鈴木福、私立恵比寿中学、のだこころ                                                                                    |
| 2021年 | 12月            | だいすけお兄さんの世界迷作劇場 Xmas スペシャルコンサート メルパルクホール大阪（大阪） / 新宿文化センター（東京） / 浦安市文化会館（千葉） | 横山だいすけ、のだこころ、安部三博、荒居清香、大國明里、大村真佑、紺野悟子、佐々木純、島田華衣、瀬戸沙織、遠山美樹、間瀬富未子、丸山田加賜、山下麗奈、渡部光夏        |
| 2021年 | 12月26日        | Oh!23's 歌のお兄さんズ ファミリーコンサート 夢の共演 ホテルグリーンタワー幕張（千葉）配信あり                                             | 横山だいすけ、かしわ哲、坂田おさむ、速水けんたろう、杉本優子（ピアノ）、林家まる子（司会）                                                                            |
| 2022年 | 6月5日          | Oh!23's 歌のお兄さんズ ファミリーコンサート in 名古屋 名古屋市公会堂（愛知）配信あり                                                      | 横山だいすけ、かしわ哲、坂田おさむ、速水けんたろう、栗コーダーカルテット、増田太郎、安宅浩司、杉本優子（ピアノ）、林家まる子（司会）                                  |
| 2022年 | 12月25日        | Oh!23's 歌のお兄さんズ winter Concert in まくはり ホテルグリーンタワー幕張（千葉）配信あり                                                | 横山だいすけ、かしわ哲、坂田おさむ、速水けんたろう、杉本優子（ピアノ）、林家まる子（司会）                                                                            |
| 2023年 | 9月23日 - 24日  | Family Dream Live 2023 東京公演 東京ドームシティホール                                                                                    | 横山だいすけ、福尾誠、上原りさ、南野巴那、のだこころ、三倉佳奈、笠行眞綺、島田華衣、瀬戸沙織、遠山美樹、森本めい、渡部光夏                                            |
| 2023年 | 10月21日 - 22日 | Family Dream Live 2023 愛知公演 愛知県芸術劇場 大ホール                                                                                   | 横山だいすけ、福尾誠、上原りさ、南野巴那、のだこころ、三倉佳奈、笠行眞綺、島田華衣、瀬戸沙織、遠山美樹、森本めい、渡部光夏                                            |
| 2023年 | 12月16日 - 17日 | Family Dream Live 2023 大阪公演 梅田芸術劇場メインホール                                                                                  | 横山だいすけ、福尾誠、上原りさ、南野巴那、のだこころ、鈴木福、三倉佳奈、笠行眞綺、島田華衣、瀬戸沙織、遠山美樹、森本めい、渡部光夏                                    |
| 2023年 | 12月24日        | Oh!23's 歌のお兄さんズ ファミリーコンサート ホテルグリーンタワー幕張（千葉）配信あり                                                      | 横山だいすけ、田中星児、杉田あきひろ、栗原正己、安宅浩司、増田太郎、杉本優子（ピアノ）、林家まる子（司会）                                                            |
| 2024年 | 11月5日         | 横山だいすけ My Songs Concert 夢見る明日へ! オリックス劇場（大阪）                                                                        | 横山だいすけ、野津永恒（Pf、Syn）、 片野吾朗（Ba）、 相良洋行（Perc）                                                                                                 |
| 2024年 | 12月22日        | Oh!23's 歌のお兄さんズ ファミリーコンサート ホテルグリーンタワー幕張（千葉）                                                              | 横山だいすけ、林アキラ、エリクオ、杉本優子（ピアノ）、林家まる子（司会）                                                                                              |
| 2025年 | 4月5日          | 横山だいすけ My Songs Concert 夢見る明日へ! 文京シビックホール 大ホール（東京）                                                           | 横山だいすけ、野津永恒（Pf、Syn）、 片野吾朗（Ba）、 相良洋行（Perc）                                                                                                 |
| 2025年 | 7月26日         | だいすけお兄さんとゆかいな仲間たちによるスマイルフェスタ 千葉市美浜文化ホール メインホール（千葉）                                        | 横山だいすけ、TAKERU（和太鼓）、 有村実保子（ヴァイオリン）、 黒宮可織（ピアノ）、林家まる子（司会）、MJC（ミッキー・ジュニアコーラス）、ジュニアコーラスフェアリーズ |
| 2025年 | 10月7日         | 横山だいすけ My Songs Concert 夢見る明日へ!（予定） 水戸市民会館 グロービスホール（茨城）                                                 | 横山だいすけ、野津永恒（Pf、Syn）、 片野吾朗（Ba）、 相良洋行（Perc）                                                                                                 |
| 2025年 | 11月8日         | 横山だいすけ My Songs Concert 夢見る明日へ!（予定） アワーズホール・明石市立市民会館大ホール（兵庫）                                      | 横山だいすけ、野津永恒（Pf、Syn）、 片野吾朗（Ba）、 相良洋行（Perc）                                                                                                 |
| 2025年 | 11月9日         | 横山だいすけ My Songs Concert 夢見る明日へ!（予定） ハーモニーホールふくい大ホール（福井）                                                | 横山だいすけ、野津永恒（Pf、Syn）、 片野吾朗（Ba）、 相良洋行（Perc）                                                                                                 |
| 2025年 | 11月11日        | 横山だいすけ My Songs Concert 夢見る明日へ!（予定） 兵庫県立芸術文化センターＫＯＢＥＬＣＯ 大ホール（兵庫）                               | 横山だいすけ、野津永恒（Pf、Syn）、 片野吾朗（Ba）、 相良洋行（Perc）                                                                                                 |
| 2025年 | 11月12日        | 横山だいすけ My Songs Concert 夢見る明日へ!（予定） 守山市民ホール大ホール（滋賀）                                                        | 横山だいすけ、野津永恒（Pf、Syn）、 片野吾朗（Ba）、 相良洋行（Perc）                                                                                                 |
| 2025年 | 11月19日        | 横山だいすけ My Songs Concert 夢見る明日へ!（予定） アクトシティ浜松 大ホール（静岡）                                                     | 横山だいすけ、野津永恒（Pf、Syn）、 片野吾朗（Ba）、 相良洋行（Perc）                                                                                                 |
| 2025年 | 11月20日        | 横山だいすけ My Songs Concert 夢見る明日へ!（予定） 静岡市清水文化会館マリナート（静岡）                                                  | 横山だいすけ、野津永恒（Pf、Syn）、 片野吾朗（Ba）、 相良洋行（Perc）                                                                                                 |
| 2025年 | 11月29日        | 横山だいすけ My Songs Concert 夢見る明日へ!（予定） 名古屋文理大学文化フォーラム（稲沢市民会館）大ホール（愛知）                          | 横山だいすけ、野津永恒（Pf、Syn）、 片野吾朗（Ba）、 相良洋行（Perc）                                                                                                 |
| 2025年 | 11月30日        | 横山だいすけ My Songs Concert 夢見る明日へ!（予定） アイプラザ豊橋 講堂（愛知）                                                           | 横山だいすけ、野津永恒（Pf、Syn）、 片野吾朗（Ba）、 相良洋行（Perc）                                                                                                 |
| 2025年 | 12月8日         | 横山だいすけ My Songs Concert 夢見る明日へ!（予定） 市川市文化会館（千葉）                                                                | 横山だいすけ、野津永恒（Pf、Syn）、 片野吾朗（Ba）、 相良洋行（Perc）                                                                                                 |
| 2025年 | 12月10日        | 横山だいすけ My Songs Concert 夢見る明日へ!（予定） サンシティ越谷市民ホール（埼玉）                                                      | 横山だいすけ、野津永恒（Pf、Syn）、 片野吾朗（Ba）、 相良洋行（Perc）                                                                                                 |

## 書籍
- 「おかあさんといっしょ だいすけお兄さん ありがとう、また会う日まで。」（講談社）（2017年4月26日）
- 横山だいすけフォトブック「げんきよ！とどけ!」（角川書店）（2017年12月）

過去の連載作品
- kodomoe（白泉社）「教えて！だいすけお兄さん」（2018年4月号 - 2021年2月号）
- kodomoe（白泉社）「だいすけお兄さんのパパシュギョー!」（2021年4月号 - 2024年4月号）
- レタスクラブ（KADOKAWA）「だいすけお兄さんの変顔エクササイズ」（2018年1月号 - ）